# أنتوني ريندون
أنتوني ريندون (مواليد 6 يونيو 1990) هو لاعب كرة القاعدة أمريكي يلعب في نادي لوس أنجلوس آنجلز لأنهايم.